# Кудиновский (Алексеевский район)
Куди́новский — хутор в Алексеевском районе Волгоградской области России. Входит в Самолшинское сельское поселение.
Хутор расположен в 12 км северо-западнее станицы Алексеевской и в 2 км юго-западнее хутора Самолшинский.
Дорога неасфальтированная. Хутор не газифицирован. Есть начальная школа.
Пойма Хопра.

## История
По состоянию на 1918 год хутор входил в Тишанский юрт Хопёрского округа Области Войска Донского.